# Yang Fangxu
Yang Fangxu (6 de outubro de 1994) é uma voleibolista profissional chinesa, campeã olímpica. 

## Carreira
Yang Fangxu membra da seleção chinesa de voleibol feminino. Em 2016, representou seu país nos Jogos Olímpicos de Verão no Rio de Janeiro, que foi campeã.
Foi suspensa por quatro anos por doping, pelo uso da substância EPO, anunciou nesta quarta-feira 14/08/2019 a agência antidoping nacional (Chinada).

Yang Fangxu, 24 anos, foi flagrada em um exame antidoping realizado fora de competição em agosto do ano passado. Com a suspensão, a atleta está fora dos Jogos Olímpicos de Tóquio-2020.